# Thằn lằn chúa
Archosauria ('bò sát cổ') là một nhóm động vật quan trọng vào kỷ Tam điệp bên cạnh loài bò sát giống động vật có vú. Đây là những động vật rất giống cá sấu. Do loài bò sát giống động vật có vú thống trị đất liền, nên achosauria sống quanh quẩn gần nước.

## Sống dưới nước
Achosauria được cấu trúc giống như cá sấu do chúng có kiểu đời sống tương tự cá sấu. Đuôi khỏe và chân sau dài để bơi lội. Hàm dài và răng nhọn để bắt cá.

## Chiếm lĩnh
Đột nhiên, vì một lý do không rõ, tất cả loài bò sát giống động vật có vú đều tuyệt chủng. Khi một điều gì đó tương tự như vậy xảy ra thì thế giới này bị bỏ ngỏ để cho một nhóm động vật khác nỏi lên chiếm lĩnh. Vào cuối kỷ Tam điệp, thời kỳ của achosauria đã đến.

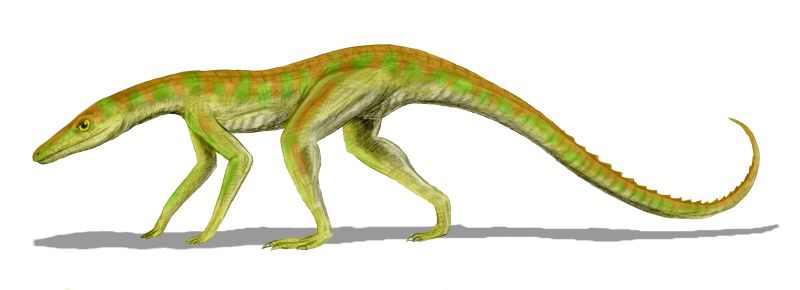
Terrestrisuchus

## Sống trên cạn
Khi achosauria rời mặt nước và lên đất liền, chúng đã có thể đi bộ bằng hai chi sau dài. Hai chi này trước đây đã phát triển để giúp chúng bơi lội. Chiếc đuôi dài, khỏe dùng giữ thăng bằng, trước đây đã phát triển dưới vai trò một dụng cụ trợ lực khi bơi.
Achosauria hai chân thật sự là những con khủng long đầu tiên. Herrerasaurus là một trong những giống khủng long sơ khai nhất.